# 부스 세비지
부스 새비지(Booth Savage, 1948년 5월 21일 ~ )는 캐나다의 배우이다.
프레더릭턴에서 태어났다.

## 영화
- 이사벨 (2018년)
- Swarmed (2005)
- 나크 (2002년)
- 스토커 (2001년)
- 하바드 맨 (2001년)
- 더 라스트 시즌 (1986년)
- 설원의 살인 (1985년)
- 미녀 배우 (1983년)
- 씨잉 씽스 (1981년)
- 모니카 (1979년)